# Sharon (Tennessee)
Sharon és una població dels Estats Units a l'estat de Tennessee. Segons el cens del 2000 tenia 988 habitants.

## Demografia
Segons el cens del 2000, Sharon tenia 988 habitants, 446 habitatges, i 300 famílies. La densitat de població era de 331,7 habitants/km².
Dels 446 habitatges en un 23,3% hi vivien nens de menys de 18 anys, en un 55,6% hi vivien parelles casades, en un 9,2% dones solteres, i en un 32,7% no eren unitats familiars. En el 29,6% dels habitatges hi vivien persones soles el 19,1% de les quals corresponia a persones de 65 anys o més que vivien soles. El nombre mitjà de persones vivint en cada habitatge era de 2,22 i el nombre mitjà de persones que vivien en cada família era de 2,73.
Per edats la població es repartia de la següent manera: un 19,4% tenia menys de 18 anys, un 6,4% entre 18 i 24, un 24,9% entre 25 i 44, un 26,8% de 45 a 60 i un 22,5% 65 anys o més.
L'edat mediana era de 44 anys. Per cada 100 dones de 18 o més anys hi havia 87,7 homes.
La renda mediana per habitatge era de 27.639 $ i la renda mediana per família de 39.643 $. Els homes tenien una renda mediana de 29.018 $ mentre que les dones 17.708 $. La renda per capita de la població era de 15.746 $. Entorn de l'11,3% de les famílies i el 12,7% de la població estaven per davall del llindar de pobresa.

## Poblacions més properes
El següent diagrama mostra les poblacions més properes.